# Friedrich Epp
Friedrich Epp (* 1747 Neuenheim, prop de Heidelberg - Mannheim, 1802) fou un cantant alemany.
El seu pare li donà les primeres lliçons de música, i en entrar en l'exèrcit de l'elector Palatí (1770), de seguida cridà l'atenció per la seva bella veu, que deixà escoltar en el cor de l'església de la guarnició. El mestre de la cort, Hartig, li'n donà lliçons de música durant tres anys, fent d'Epp un hàbil cantant, debutant amb èxit en el teatre de la cort com a primer tenor (1779).
La seva excel·lent escola de cant, unida a la potència de la seva veu, li proporcionaren grans triomfs en els teatres de Múnic i de Stuttgart, fins que, malalt, hagué d'abandonar la seva carrera artística.